# Lac Itasy
Pour les articles homonymes, voir Itasy.
Le lac Itasy est un lac de Madagascar situé au sein du champ volcanique de l'Itasy, dans l'Itasy. D'une superficie de 35 km2, il est dû à des coulées de lave constituant un barrage naturel qui empêche l'écoulement d'un cours d'eau.